# Mecé
Mecé is een gemeente in het Franse departement Ille-et-Vilaine (regio Bretagne) en telt 538 inwoners (2005). De plaats maakt deel uit van het arrondissement Fougères-Vitré.

## Geografie
De oppervlakte van Mecé bedraagt 15,8 km², de bevolkingsdichtheid is 34,1 inwoners per km².
De onderstaande kaart toont de ligging van Mecé met de belangrijkste infrastructuur en aangrenzende gemeenten.

## Demografie
Onderstaande figuur toont het verloop van het inwonertal (bron: INSEE-tellingen).